# ارمق، کبک
ارمق (به فرانسوی: Armagh) شهری در منطقه شهری بلشاس ناحیه شودییر-آپالاش در استان کبک کانادا است. در سرشماری سال ۲۰۱۱ این شهر ۱٬۵۷۸ نفر جمعیت داشته و مساحت آن ۱۶۸٫۱۵ کیلومتر مربع است.